# Dorota Rabczewska

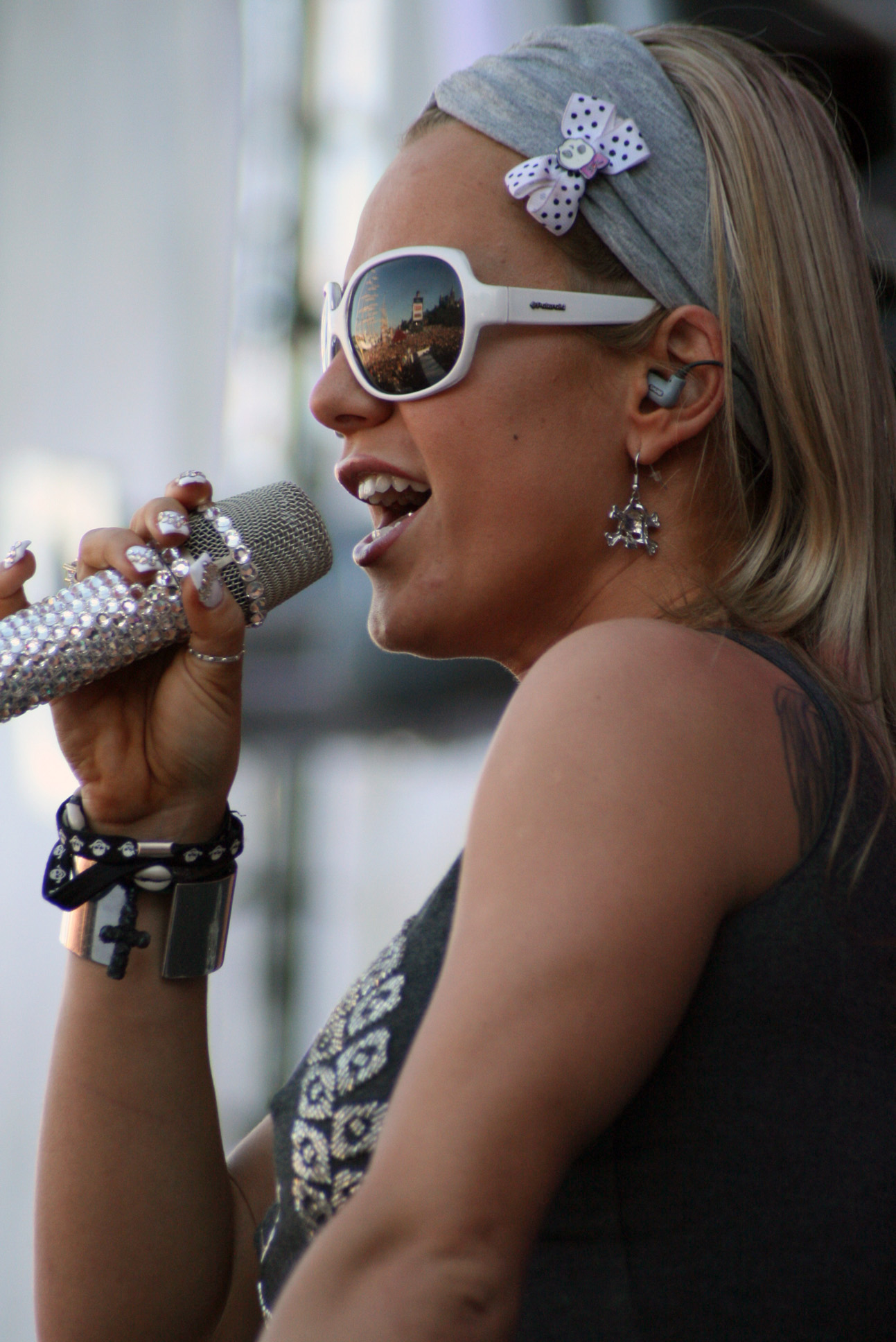
Dorota Rabczewska.

Dorota Aqualiteja Rabczewska (coneguda artísticament com a Doda o Doda Elektroda; nascuda el 15 de febrer de 1984 a Ciechanów, Polònia) és una model i cantant d'origen polonès. L'any 2000, a l'edat de 16 anys, Doda ja és la vocalista del grup de rock "Virgin". El 5 de març de 2005 es casa amb el porter de la selecció de futbol de Polònia Radosław Majdan. Al festival internacional de la cançó de Sopot, a Sopot, de l'any 2005, Rabczewska guanya el guardó musical Srebrny Słowik. Al desembre del mateix any, Doda posa nua para l'edició polonesa de la revista Playboy, encara que amb anterioritat ja havia posat diverses vegades per a la revista polonesa CKM. Al febrer de 2007 deixa el grup Virgin, per a continuar la seva carrera en solitari.

## Discografia
Amb la banda Virgin:
| 2002 | Virgin | 13.700   | Universal Music Poland | Sin                 | No   | 36 |
| 2004 | Bimbo  | 33.450   | Universal Music Poland | Disc d'or           | No   | 1  |
| 2005 | Ficca  | +100.000 | Universal Music Poland | Doble Disc de platí | 2006 | 1  |
| 2016 | Choni  |          |                        |                     |      |    |

En solitari:
| 2007 | Diamond Bitch    | +170.000      | Universal Music Poland | Disc de diamant | 2008 | 1 |
| 2011 | 7 Pokus Głównych | Sense Detalls | Universal Music Poland | Sin             | No   |   |
| 2019 | Dorota           |               |                        |                 |      |   |
| 2022 | Aquaria          |               |                        |                 |      |   |

## Singles
- 2002 To Ty (It's you)
- 2002 Mam tylko Ciebie (I have got only you)
- 2004 Dżaga (Chic)
- 2004 Kolejny Raz (Next Time / Again)
- 2005 Nie zawiedź Mnie (Don't Let Me Down)
- 2005 Znak Pokoju (The Peace Sign)
- 2005 2 bajki (Two fairytales)
- 2006 Szansa (The Chance)
- 2007 Katharsis
- 2007 To jest to
- 2008 Nie daj się
- 2009 Dziękuję
- 2010 Bad Girls
- 2011 XXX
- 2012 Kac Wawa
- 2012 Twa Energia (& Dżaga)
- 2012 Fuck it
- 2012 Titanium
- 2013 Electrode